# Alice Keppel
Alice Frederica Keppel z domu Edmonstone (ur. 14 października 1869 w Blane Valley, zm. 11 września 1947 w Bellosguardo) – metresa króla Edwarda VII.
Alice jest praprababką ze strony matki Camilli Parker Bowles, królowej małżonki, żony króla Karola III.

## Życiorys
Alice urodziła się w zamku Duntreath, w Blane Valley. Córka Sir Williama Edmonstone’a, czwartego baroneta, i Mary Elizabeth Edmonstone (z domu Parsons). Jej ojciec był emerytowanym admirałem Marynarki Królewskiej, a jej dziadek był gubernatorem Wysp Jońskich. Alice miała jednego brata i siedem sióstr – sama była najmłodsza z rodzeństwa.
1 czerwca 1891 poślubiła starszego o cztery lata George’a Keppela, syna Williama Keppela, siódmego hrabiego Albemarle. George i Alice mieli razem dwie córki:
- Violet Keppel (6 czerwca 1894 – 29 lutego 1972), pisarka. Była kochanką poetki Vity Sackville-West,
- Sonia Rosemary Keppel (24 maja 1900 – 16 sierpnia 1986), oficer Orderu Imperium Brytyjskiego, żona Rolanda Cubitta, 3. barona Ashcombe, miała dzieci.

Alice poznała ówczesnego księcia Alberta w 1898 roku. Ich romans trwał dwanaście lat do śmierci króla w 1910 roku.